# Clematis ochotensis
Clematis ochotensis is een plant uit de familie Ranunculaceae (ranonkelfamilie). Een synoniem is Atragene ochotensis. Ook wordt de plant wel als ondersoort van Clematis alpina (Atragene alpina) beschouwd.
De soortaanduiding ochotensis verwijst naar de plek waar deze onder andere voorkomt, rond de Zee van Ochotsk.

## Groeiwijze
Het is een liaan met een houtachtige overwinterende stam, die in lage bomen en struiken klimt. 
De bladeren zijn dubbel drietalig, ovaal-lancetvormig en hebben gezaagde randen. 
De solitaire blauwviolette tot blauwe lancetvormige bloemen staan op lange stelen en hebben vier kelkblaadjes. De talrijke kroonbladen corresponderen met de meeldraden en zijn spatelvormig en wit van kleur.

## Verspreiding
De plant komt voor in de gematigde zone in Rusland (Oost-Siberië en het Russische Verre Oosten), China, Japan en Korea.
De plant groeit tot een hoogte van 1100 meter boven zeeniveau; vooral in bossen en struikgewas, maar ook wel op rotsen en rotshellingen.

## Gebruik
De plant wordt gebruikt in de kruidengeneeskunde en als sierplant.
C. alpina ·
C. armandii ·
C. columbiana ·
C. integrifolia ·
C. koreana ·
C. macropetala ·
C. montana (Bergbosrank) ·
C. occidentalis ·
C. ochotensis ·
C. paniculata ·
C. tangutica ·
C. vitalba (Bosrank) ·
C. viticella (Italiaanse clematis)